# Mia Falkenberg
Mia Falkenberg (født 20. september 1983 på Roskilde Amtssygehus) er en dansk politiker og tidligere medlem af Folketinget for Dansk Folkeparti. Mia Falkenberg er social- og sundhedshjælper. 
Hun blev som 21-årig valgt ved Folketingsvalget 2005 for Vestsjællands Amtskreds og sad i Folketinget fra den 8. februar 2005 til den 8. oktober 2008, hvor hun måtte udtræde på grund af sygdom. Hun var opstillet i Nykøbing Sjællandkredsen 2004-2006 og i Guldborgsundkredsen 2007-2008. Som medlem af folketingsgruppen var hun familie- og forbrugerordfører, ordfører i Økontaktudvalget og ligestillingsordfører og medlem af Boligudvalget og Socialudvalget.
Mia Falkenberg er gift med Per Brogård, med hvem hun har en søn og en datter.[kilde mangler] Tidligere har Falkenberg været tre måneder i forsvaret hos kamptropperne i Slagelse og studerede senere teologi.[kilde mangler]

## Notater
1. ↑  "MF Mia Falkenberg, Dansk Folkeparti, udtræder af Folketinget, pressemeddelelse, 9. september 208". Arkiveret fra originalen 24. juni 2015. Hentet 24. juni 2015.
2. 1 2 3  Mia Falkenberg (DF), Folketinget, 7. april 2021